# Ministerstwo Budownictwa (1956–1957)
Ministerstwo Budownictwa – urząd ministra, centralny organ administracji rządowej, członek Rady Ministrów, powołany w celu kierowania i zarządzania całokształtem spraw związanych z budownictwem.

## Powołanie urzędu
Na podstawie dekretu z 1956 r. o utworzeniu urzędu Ministra Budownictwa ustanowiono nowy urząd.

## Zakres działania urzędu
Do zakresu działania urzędu należały sprawy;
- projektowania i realizacji budownictwa ogólnego w miastach i osiedlach,
- projektowania i realizacji budowy zakładów, urządzeń i instalacji przemysłowych, energetycznych, wielkich budowli wodnych oraz urządzeń żeglugowych i inżynieryjnych,
- realizacji budownictwa wiejskiego,
- prowadzenia zakładów usługowych i wytwórczych związanych z budownictwem,
- normowania technicznego w budownictwie.

## Zniesienie urzędu
Na podstawie ustawy z 1957 r. o zmianach w organizacji i zakresie działania naczelnych organów administracji państwowej w niektórych gałęziach przemysłu, budownictwa i komunikacji zniesiono urząd Ministra Budownictwa.